# Metropolitan Magazine
Pour les articles homonymes, voir Metropolitan Magazine.
Metropolitan Magazine  était un magazine mensuel généraliste américain du début du XXe siècle.

## Historique
Le Metropolitan Magazine , devenu ensuite le Macfadden's Fiction Lover's Magazine, était un mensuel périodique du début du XXe siècle avec des articles de  politique et de littérature.

Lancé en 1895, il est d'abord un magazine spécialisé pour les amateurs de théâtre de New-York.  Son premier rédacteur et éditeur étaient John Brisben Walker. En 1902, le magazine a été vendu avec le Daily Telegraph pour 100 000 $ au Colonel George Harvey, le président d'Harper & Brothers. Harvey déclara : "dans l'achat du Métropolitain j'ai acheté simplement un nom..." et que la mission des périodiques étaient de rendre compte de la vie urbaine à New York. Il a nommé John Kendrick Bangs comme nouveau directeur.

### La révolution mexicaine
Pendant la révolution mexicaine, le Metropolitan Magazine envoie le reporter John Reed au Mexique. Le journaliste rencontre Pancho Villa et reste avec ses troupes pendant quatre mois. John Reed est envoyé ensuite en Europe comme un correspondant de guerre pendant la Première Guerre mondiale. Cependant, certains de ses articles sont rejetés pour sympathies gauchistes.

### La Première Guerre mondiale
En 1914, l'ancien Président des États-Unis Theodore Roosevelt devient  rédacteur du magazine pour 25 000 $ par an, prenant un contrat de trois ans car ayant l'intention de se retirer de la politique et de l'écriture. Cependant, pendant la Première Guerre mondiale, Roosevelt  écrit de nombreux articles critiquant le Président Woodrow Wilson pour sa gestion de la guerre. Il a passionnément argumenté contre la neutralité des États-Unis, écrivant : « Nous récolterons pour la nation un dédain incommensurable et le mépris si nous suivons ceux qui exaltent la paix sur la justice, si nous prenons en compte  la voix des gens faibles qui bêlent du haut du ciel pour la paix quand il n'y a aucune paix. »

En 1918, on prescrit au  postmaster (Maître des postes) de New York de surveiller les articles du magazine faisant des remarques sur la politique étrangère de Wilson. Des rumeurs couraient que le Post office envisageait de révoquer les  privilèges de courrier de deuxième classe de la publication. Cependant, le magazine a toujours été livré.

Roosevelt continuera à écrire pour le  Métropolitan Magazine jusqu'à sa mort. Son dernier travail sera une lettre à son fils avec les épreuves d'un article pour le magazine.

### Déclin
En janvier 1923, sur proposition du rédacteur en chef  Fulton Oursler, Bernarr Macfadden  achète le magazine, lançant une nouvelle ère avec une publication abrégée en feuilleton  du roman interdit de Theodore Dreiser The Genius. Cette nouvelle édition est de février-mars 1923. Il redevient un mensuel. Les premiers romans de Fulton Oursler, Behold This Dreamer! et Sandalwood, sont aussi adaptés en feuilleton. Les comptes du magazine ne s'améliorant pas, le titre devient Macfadden Fiction-Lovers Magazine en octobre 1924. Son dernier tirage date d'août 1925.

## Contributeurs notables
- Joseph Conrad
- Theodore Dreiser
- Edna Ferber
- F. Scott Fitzgerald
- Jack London
- Jeannette Marks
- Clarence E. Mulford
- Theodore Roosevelt